# Planetenmühle

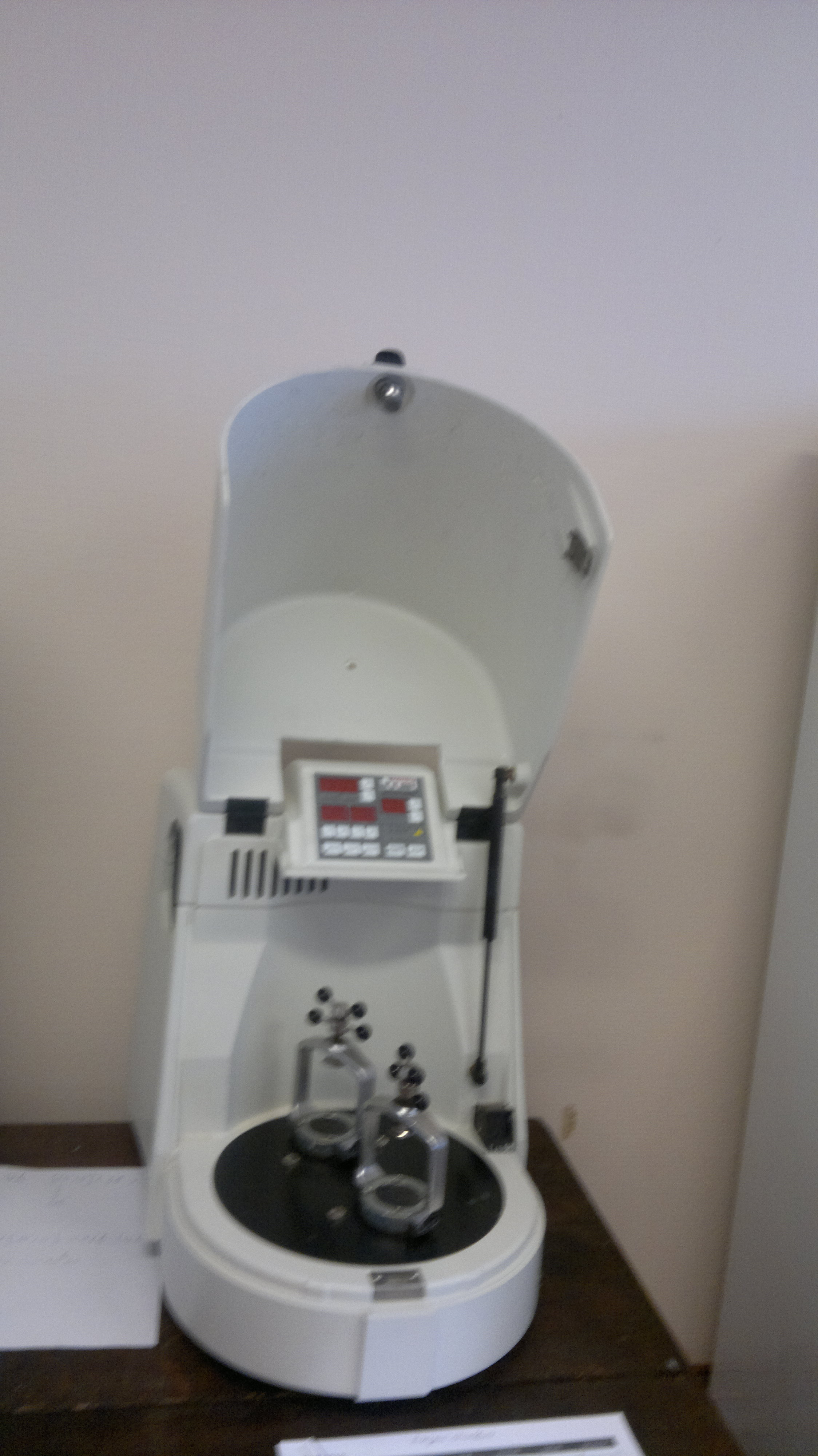
Planetenmühle

Die Planetenmühle, lang auch Planetenkugelmühle genannt, ist eine Sonderform der Kugelmühle, die besonders zur Feinstzerkleinerung sehr harter Materialien eingesetzt wird. Sie gehört zu den Mühlen mit indirekt angetriebenen bzw. bewegten Mahlkörpern. Das Mahlgut wird hierbei im Wesentlichen durch Schlag-, Scherung- und Druckbeanspruchung zerkleinert.

## Arbeitsprinzip
Die Planetenmühle besteht aus mindestens einem Mahlraum. Von diesen Zerkleinerungsräumen, die eine Rotationsbewegung ausführen,  sind mehrere vertikal oder horizontal angeordnet. Hierbei bewegen sich die Mahlgefäße um eine gemeinsame Hauptachse, wodurch eine Planetenbewegung erzeugt wird. Diese Bewegungsmechanismen führen zu einer hohen Beanspruchungsintensität mit einer effektiven Zerkleinerungswirkung aufgrund der in der Hauptachse und der Rotationsachse des Mahlraumes auftretenden Zentrifugal- und Erdbeschleunigungskräfte. Auch werden Kräfte durch das Eintreten einer Coriolisbeschleunigung wirksam. Es kommt zur intensiven Überlagerung des Mahlgut-Mahlkörper-Gemisches. Durch die beim Mahlvorgang hervorgerufenen Energiedichten kann ein deutlich höherer spezifischer Durchsatz und eine wesentliche Verkleinerung des Mahlraumes im Vergleich zu normalen Kugelmühlen (Sturzmühlen) erreicht werden.

## Anwendung
Planetenmühlen werden häufig für die Feinstzerkleinerung als kleintechnische Mühlen für Spezialaufgaben genutzt. Dort haben sie sich bewährt. In der großtechnischen Anwendung dieser Mühlen treten erhebliche maschinentechnische Probleme auf, die durch die hohen Energieübertragungsdichten hervorgerufen werden. Problematisch sind hierbei die Auslegung der Antriebe, die kontinuierliche Zuführung des Mahlgutes und die Kühlung der Mahlräume bei der Anwendung der Trockenmahlung.